# Castle Peak
Der Castle Peak (englisch, in Argentinien Pico Castillo von spanisch castillo ‚Schloss‘, in Chile Pico Categral von spanisch catedral ‚Kathedrale‘) ist ein markanter, vereister und 2380 m hoher Berg im Grahamland auf der Antarktischen Halbinsel. Er ragt unmittelbar südlich des Murphy-Gletschers nahe der Westflanke des Avery-Plateaus auf. Sein abgerundeter Gipfel in der Form eines gestauchten Kegels ragt mehr als 610 m aus den ihn umgebenden Eismassen auf.
Der Falkland Islands Dependencies Survey nahm 1946 eine Vermessung vor und benannte ihn so, weil er an eine mittelalterliche Burgruine erinnert. Die argentinische und chilenische Benennung sind gleichfalls deskriptiv.